# Chiesa di San Girolamo (Bologna)
La chiesa di San Girolamo è la parrocchiale dell'Arcoveggio, rione di Bologna, nel comune ed arcidiocesi di Bologna; fa parte del vicariato di Bologna Nord.

## Storia
L'originario luogo di culto romanico, dipendente dalla chiesa di San Giuseppe di Galliera, fu costruito nel 1338, come riportato su un'epigrafe conservata nell'edificio; successivamente la giurisdizione sulla cappella passò ai frati minimi del convento di San Benedetto.
Nel 1567, su richiesta della popolazione della zona, il tempio fu formalmente eretto dal papa Pio V al rango di parrocchiale, ma allo stesso tempo fu posto alle dipendenze della chiesa di San Savino di Corticella; soltanto nel 1737 l'antico luogo di culto ottenne la piena autonomia, su decisione del cardinale Prospero Lambertini, e nel 1771 divenne sede di arcipretura, su deliberazione del cardinale Vincenzo Malvezzi Bonfioli.
Tra il 1852 e il 1854 l'edificio medievale fu notevolmente ampliato e interamente ristrutturato in forme neoclassiche, su disegno dell'ingegner Tommaso Biagi; i lavori, eseguiti dal capomastro Giuseppe Bianchi, riguardarono successivamente anche le cappelle e, nel 1880, il campanile, che fu completato con la parte sommitale progettata dall'ingegnere e architetto Annibale Bentivoglio.
Verso il 1967 la chiesa fu sottoposta ad alcune opere di restauro, che interessarono gli intonaci; altri interventi furono eseguiti tra il 2000 e il 2006, con la ristrutturazione dell'intero edificio e della torre campanaria.

## Descrizione

### Esterno
La facciata a salienti della chiesa, rivolta a occidente, si compone di tre corpi: quello principale presenta il portale d'ingresso architravato e una finestra a lunetta ed è scandito da due lesene tuscaniche sorreggenti la trabeazione e il timpano di forma triangolare, mentre le due ali laterali sono raccordate alla parte centrale mediante volute.

#### Campanile e campane
Annesso alla parrocchiale è il campanile a base quadrata, il cui fusto è abbellito da cornici e specchiature; la cella presenta su ogni lato una monofora ed è coronata dalla guglia poggiante sul tamburo ottagonale. 
La torre ospita un concerto di 4 campane in tonalità Fa#3 minore (Fa#3-La3-Si3-Do#4); del concerto originale, fuso nel 1880 da Clemente Brighenti, restano "mezzana" e "mezzanella", mentre "grossa" e "piccola" sono state requisite per la seconda guerra mondiale e e sostituite da due bronzi fusi da Giovan Battista De Poli di Udine nel 1949. Negli anni '60 il concerto è stato completamente elettrificato con bilanciatura delle campane (che ora suonano a "battaglio cadente" rispetto al classico "slancio" tipico del sistema bolognese), e per questo motivo non sono purtroppo più suonabili manualmente dai maestri campanari secondo la tradizione locale, essendo stato radicalmente cambiato il sistema di montaggio in funzione dell'elettrificazione.

### Interno
L'interno dell'edificio si compone di un'unica navata, sulla quale si affacciano due cappelle laterali per lato introdotte da archi a tutto sesto e le cui pareti sono scandite da paraste sorreggenti la trabeazione modanata e aggettante sopra la quale si imposta la volta a botte; al termine dell'aula si sviluppa il presbiterio, rialzato di alcuni gradini e chiuso dall'abside di forma semicircolare.